# Saint-Brice-de-Landelles
Saint-Brice-de-Landelles – miejscowość i gmina we Francji, w regionie Normandia, w departamencie Manche.
Według danych na rok 1990 gminę zamieszkiwało 666 osób, a gęstość zaludnienia wynosiła 45 osób/km² (wśród 1815 gmin Dolnej Normandii Saint-Brice-de-Landelles plasuje się na 339. miejscu pod względem liczby ludności, natomiast pod względem powierzchni na miejscu 247.).